# Araniko

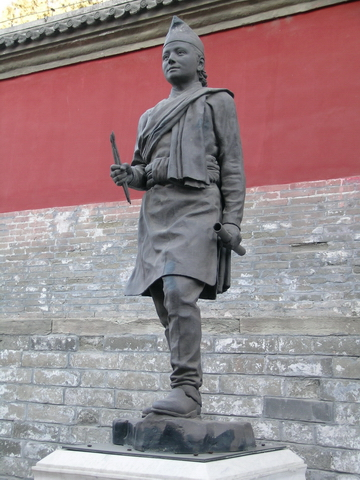
Araniko-Statue im Pekinger Tempel der Weißen Pagode

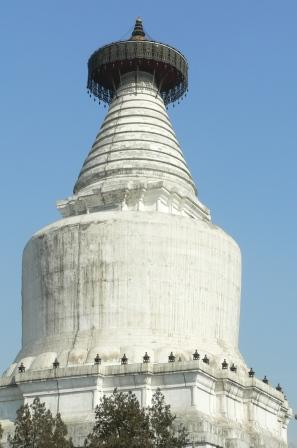
Weißer Stupa (Baita)

Araniko oder Arniko (* 1244; † 1306) war ein in China tätiger nepalesischer Architekt aus Kathmandu. Sein Schaffen fällt in die Zeit des Kublai Khan. Sein berühmtestes Gebäude ist der Weiße Stupa (Baita) des Tempels der Weißen Pagode in Peking.

## Sonstiges
Ihm zu Ehren trägt die Fernstraße zwischen Kathmandu und der chinesischen Grenze den Namen Araniko Highway.